# Мексиканське економічне диво

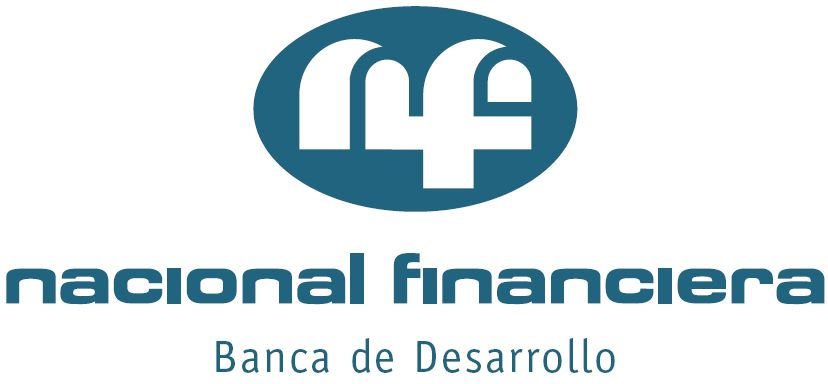
Логотип державного банку розвитку Nacional Financiera (NAFIN).

Мексиканське економічне диво (ісп. Milagro mexicano) асоціюється з внутрішнією стратегією розвитку країни, яка створила стале економічне зростання від 3 до 4 відсотків і скромні 3 відсотки інфляції щорічно з 1940-х до 1970-х рр.

## Мексиканське диво

### Загальна характеристика
Постійне зростання підтримувалося за рахунок збільшення прихильності уряду до початкової освіти населення в цілому з кінця 1920-х до 1940-х рр. Охоплення дітей і молоді країни збільшилося втричі протягом цього періоду; коли це покоління почало працювати у 1940-х роках, обсяг їх виробництва був набагато продуктивнішим.
Крім того, уряд сприяв розвитку легкої промисловості, спрямованої на внутрішній ринок шляхом введення високих захисних тарифів та інших бар'єрів для імпорту. Частка імпорту, що підлягала ліцензуванню, зросла з 28 відсотків у 1956 році в середньому більш ніж до 60 відсотків у 1960-х і близько до 70 відсотків у 1970 році. На промисловість припадало 22 відсотки від загального обсягу виробництва в 1950 р., 24 відсотки у 1960 р. і 29 відсотків у 1970 р. Частка від загального обсягу виробництва, пов'язаного з сільським господарством та іншими основними видами діяльності, знизилася за той же період, у той час як сектор послуг залишився незмінним.
Уряд заохочував промислову експансію за рахунок державних інвестицій в сільське господарство, енергетику та транспортну інфраструктуру. Міста швидко зростали за ці роки, що відображало зростання зайнятості з сільського господарства у промисловість і сферу послуг. Чисельність міського населення збільшувалася з високою швидкістю після 1940 р. Зростання міської робочої сили перевершили навіть темпи зростання зайнятості в промисловості з надлишком робочих працівників, яких почали приймати на низькооплачувану роботу.

### Програми імпортозаміщення
У роки після Другої світової війни (1946–1952) президент Мігель Алеман Вальдес за допомогою повномасштабної програми імпортозаміщення стимулював вихід з кризи за рахунок підвищення внутрішнього попиту. Уряд підняв контроль за імпортом на споживчі товари, але знизив на інвестиційні товари, які були придбані за міжнародні резерви, накопиченими під час війни. Уряд витратив багато інвестицій у великій мірі на інфраструктуру. До 1950 р. мережа доріг у Мексиці була розширена до 21 000 кілометрів, з яких близько 13 600 були вимощені.

### Економічні показники
Високі економічні показники Мексиці тривали і в 1960-х роках, коли зростання ВВП в середньому становило близько 7 відсотків і приблизно на 3 відсотки на душу населення. Інфляція споживчих цін у середньому становила всього лише 3 відсотки на рік. Виробництво залишалося домінуючим сектором зростання в країні, розширення 7 відсотків на рік та залучення значних іноземних інвестицій.
До 1970 року Мексика диверсифікувала свою експортну базу і стала значною мірою забезпечувати себе продовольчими культурами, сталлю і більшістю товарів народного споживання. Хоча її імпорт залишався високим, більшістю були капітальні товари, що використовуються для розширення внутрішнього виробництва.